# 長沙灣副食品批發市場

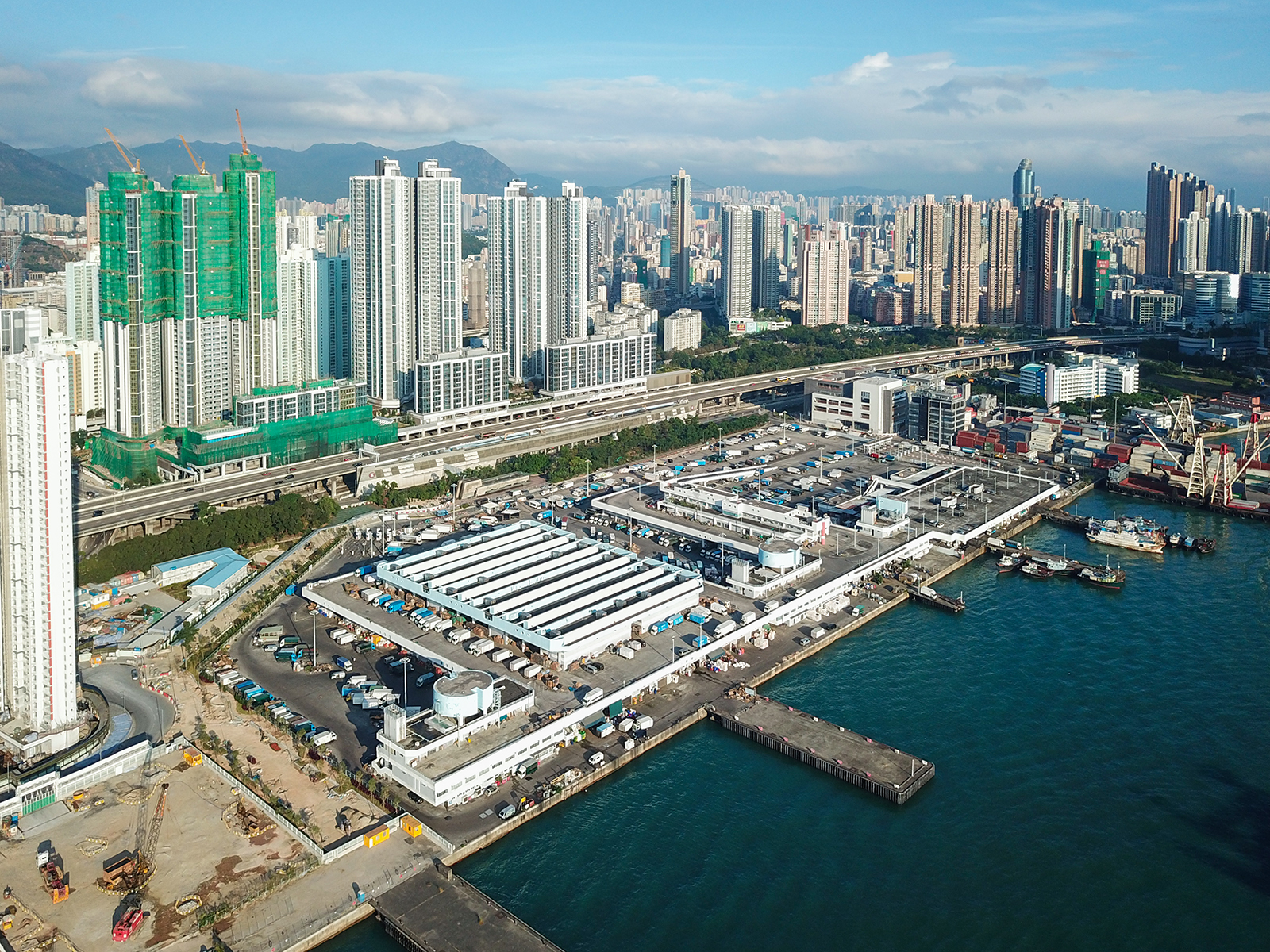
遠眺長沙灣副食品批發市場

長沙灣副食品批發市場（英語：Cheung Sha Wan Wholesale Food Market）是香港一個副食品批發市場，位於九龍欽州街西36號，臨近凱樂苑、長沙灣魚類批發市場及港鐵南昌站。批發市場由漁農自然護理署管理。批發市場建於西九龍海旁的填海地上，佔地10公頃，在1993年10月1日啟用。

## 設施
長沙灣副食品批發市場設有淡水魚市場、蔬菜市場及蛋品市場。
- 淡水魚市場：設有38個舖位，面積162至242平方米
- 蔬菜市場：設有236個舖位，面積35至161平方米
- 蛋品市場：設有46個舖位，面積由87至171平方米

聯絡電話 ： 2307 9220